# Retsina
 (mai 2012).
Si vous disposez d'ouvrages ou d'articles de référence ou si vous connaissez des sites web de qualité traitant du thème abordé ici, merci de compléter l'article en donnant les références utiles à sa vérifiabilité et en les liant à la section « Notes et références ».

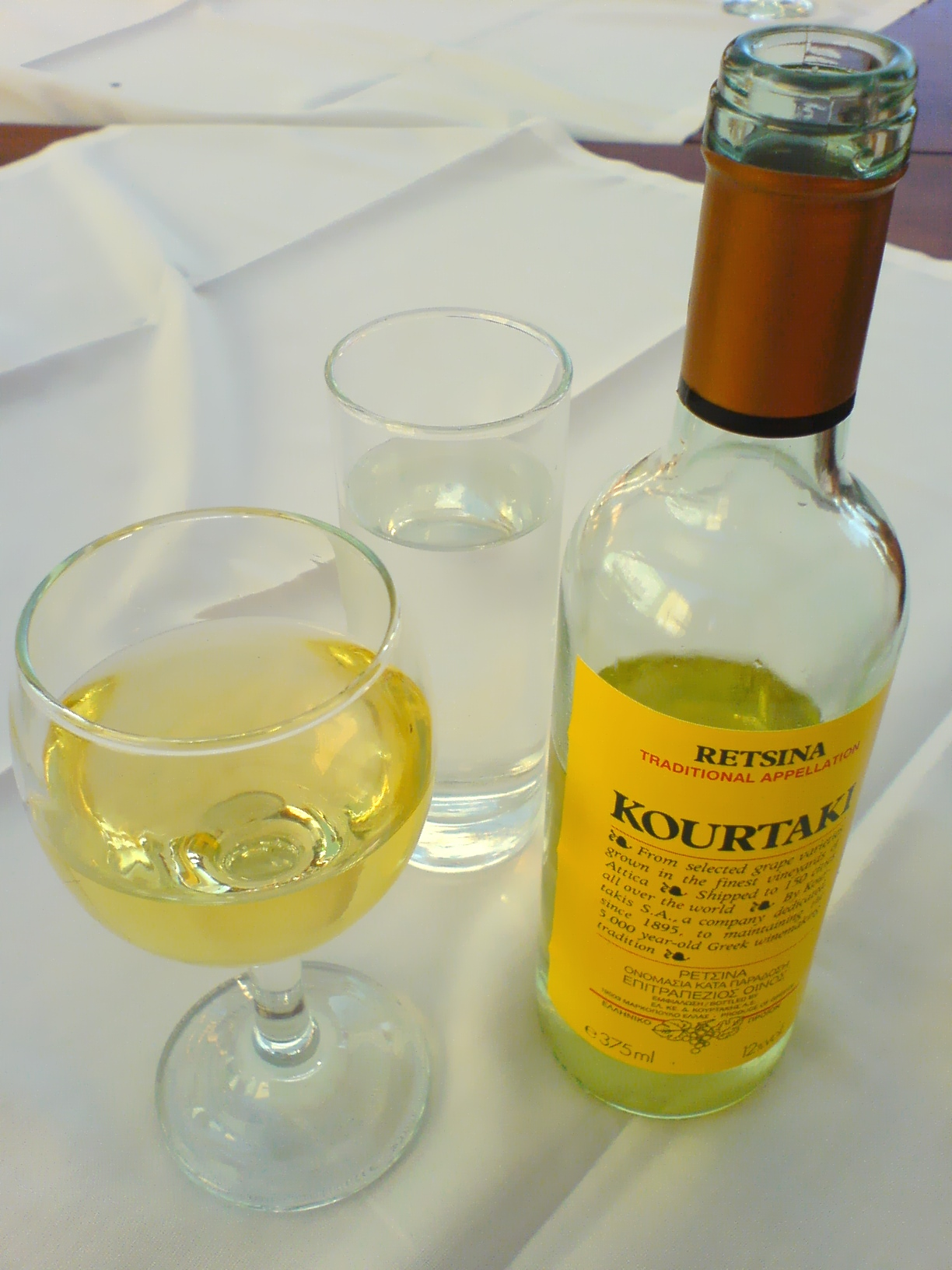
Bouteille et verre de retsina blanc.

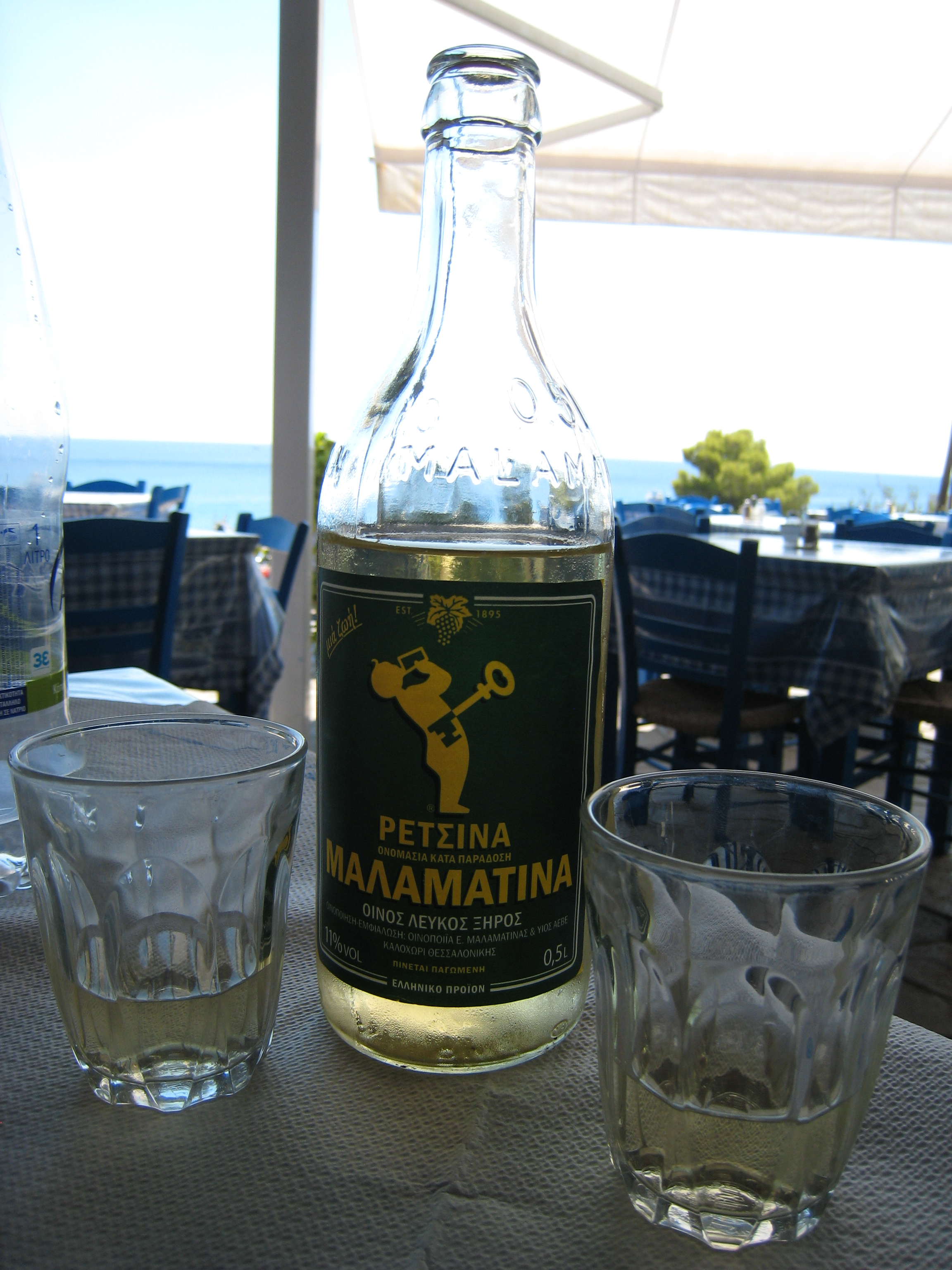
Bouteille et verres de retsina blanc.

Le retsina (ou vin résiné) est un vin sec blanc ou rosé produit en Grèce. C'est une spécialité typique du pays depuis près deux mille ans.

## Étymographie
Le mot retsina est masculin en français, par association avec le produit, « le vin » au masculin. Il est cependant féminin en grec, d'où il tire son étymologie : grec moderne : η ρετσίνα, et vin résiné, en grec moderne : ρητινίτης οίνος. L'usage veut que les deux formes soient utilisées. Sa phonétique est [retsína] .

## Description
C'est un vin blanc ou rosé léger à base de cépage Savatiano (en), en assemblage avec le cépage Rhoditis dans lequel est rajouté de la résine de pin au cours de la fermentation. La résine stabilise le vin, lui permettant de mieux résister à la chaleur. Elle lui donne un goût particulier, âpre et franc, qui au premier contact désoriente le consommateur non averti. Le retsina doit être bu très frais.
On pense que cette recette vient des temps antiques, lorsque l'étanchéité des amphores à vin était assurée par un badigeonnage interne de résine. Le goût donné au vin aurait été ensuite reproduit par habitude gustative. On notera qu'à l'époque antique, le vin était pratiquement toujours additionné d'épices et herbes diverses destinées à l'aromatiser.
« J'étais comme une reine

Assise à ses côtés

Parmi les hommes d'Athènes

Qui fument le narguilé

Et boivent le vin résiné » 

(Melina Melinaki, chanson où Mélina Mercouri parle de son enfance et de son grand-père qui fut maire d'Athènes.)